# 마이클 맥도널드 (희극인)
마이클 제임스 맥도널드(영어: Michael James McDonald, 1964년 12월 31일~)는 미국의 스탠드업 코미디언, 배우, 각본가, 감독이다. 스케치 코미디 프로그램인 《MADtv》 네 번째 시즌에 합류해 13시즌까지 출연진으로 참여하며, 해당 프로그램에서 가장 오랜 기간 출연한 배우였다.